# الهام شاهین
الهام شاهین (عربی: إلهام شاهین؛ زادهٔ ۳ ژانویهٔ ۱۹۶۰)؛ هنرپیشه اهل مصر است و از سال ۱۹۸۱ میلادی تاکنون مشغول فعالیت بوده‌است. او در بسیاری از فیلم‌ها و سریال‌های مصری حضور داشته و برنده جوائز بین‌المللی نیز شده‌است.